# 以色列：一个民族的重生
《以色列：一个民族的重生》是以色列作家丹尼尔·戈迪斯创作的一本以色列历史书，2016年由哈珀柯林斯出版集团旗下的ECCO出版社出版，获2016年的美国国家犹太图书奖。